# Albert Auguste Cochon de Lapparent
Albert Auguste Cochon de Lapparent (30 de desembre de 1839 - París, 5 de maig de 1908) va ser un geòleg francès.
El 1883 encunyà el nom de Lutecià per a un dels períodes de l'Eocè.
La família Cochon de Lapparent pertanyia a la noblesa francesa.
Un dels seus nets era el paleontòleg Albert-Félix de Lapparent.
Nasqué a Bourges. Després d'estudiar a l'École polytechnique de 1858 a 1860 va esdevenir enginyer de mines (ingénieur au corps des mines) i va prendre part en la confecció del mapa geològic de França; i el 1875 va ser nomenat professor de geologia i mineralogia a l'Institut Catòlic de París. El 1880 va ser president de la Société Géologique de France. El 1881-1883 publicà el seu Traité de géologie, sobre estratigrafia.
Entre les seves altres obres es troben: Cours de minéralogie (1884), La formation des combustibles minéraux (1886), Le niveau de la mer et ses variations (1886), Les tremblements de terre (1887), La géologie en chemin de fer (1888), Précis de minéralogie (1888), Le siècle du fer (1890), Les anciens glaciers (1893), Leçons de géographie physique (1896), Notions générales sur l'écorce terrestre (1897), Le globe terrestre (1899), i Science et apologétique (1905).